# Козацький край (газета)
«Козацький край»  — всеукраїнська незалежна газета та однойменне українське інтернет-видання, що ставлять за мету дослідження історичного минулого і висвітлення сучасної боротьби українців за Волю.
Наприкінці 2010 року ініціатором створення газети став очільник ГО «Вільне козацтво Холодного Яру» Олег Островський, реалізувати задум йому допоміг журналіст Андрій Кравець — на той час головний редактор тижневика «Прес-Центр».
У грудні 2010 року «Козацький край» отримав реєстраційне посвідчення як обласне видання і в січні 2011-го вийшов друком перший його номер. Головним редактором газети став Олег Островський.

## Історія
Вже протягом першого року роботи редакції з'явилися нові рубрики, «географія» публікацій вийшла за межі Черкащини, у зв'язку з чим газета змінила статус з обласного на всеукраїнське видання — це підтвердило нове свідоцтво про реєстрацію від Міністерства юстиції (КВ 187773-7573 від 18.01.2012 р.)
В умовах тодішнього панування в державі проросійськи налаштованих сил газета займалася патріотично-просвітницькою діяльністю, розповідаючи про історичне минуле України — з особливим акцентом на Визвольній боротьбі усіх часів. Журналісти «Козацького краю» працювали зі спогадами очевидців, архівними матеріалами, у 2011—2012 роках вирушали у журналістські експедиції по всій Україні та за кордон. Зокрема, до придністровських Бендер, де проголошував першу українську Конституцію гетьман Пилип Орлик; до німецького Аугсбурга, де востаннє бачили автора легендарного «Холодного Яру», сотника повстанців початку ХХ століття Юрія Горліса-Горського; на російські Соловецькі острови — останнім шляхом кошового отамана Запорозької Січі Петра Калнишевського.
У часі Революції Гідності та початку боїв на сході України «Козацький край» перелаштувався на режим ще активнішої роботи. Газета «Козацький край» реалізувала спецпроєкт «Батальйони волі», під час якого висвітлювалася діяльність добровольців та підрозділів ЗСУ у зоні АТО: полку «Азов», батальйонів «Черкаси», «Айдар» та інших. Окрім розповідей про самі підрозділи (з безпосереднім виїздом журналістів у зону АТО), окремий блок кожної газети у рамках спецпроєкту «Батальйони волі» присвячувався українській історії тієї місцевості Донбасу, де підрозділ дислокувався і вів бойові дії — український патріотизм пропагувався не лише серед воїнів, а й серед місцевого населення.
У той час сепаратистське інтернет-видання «Антиоранж» повеселило редакцію «Козацького краю», сказавши, що це — «одна с газет на Украине, которые финансировалась с 1990 года от Госдепа США или зарубежных фондов». Головний редактор «Козацького краю» Олег Островський так відгукнувся на ту публікацію: «Навіть приємно, коли вороги України вважають нас такою потужною розгалуженою мережею, та ще й фінансованою безпосередньо Держдепартаментом США. Шкода, що це неправда — інакше газета виходила б регулярно…»
На сьогодні вийшли друком 97 номерів газети, «Козацький край» продовжує реалізувати проєкт, присвячений 100-річчю Української революції, в рамках якого висвітлюється історія і сьогодення окремо взятих регіонів України і вже підготовлені спецвипуски, присвячені Чигиринщині, Шполянщині, Золотоніщині та Херсонщині.